# Garchen Rinpoché
Garchen Triptrul Rinpoché, le 8e Garchen Rinpoché (tibétain : མགར་ཆེན་རིན་པོ་ཆེ་, Wylie : mgar chen rin po che), est un lama de la lignée Drikung Kagyu, né le 17 avril 1936, à Nangchen, dans le Kham, au Tibet oriental.
Il est considéré comme une incarnation de Siddha Gar Chodingpa, un disciple de cœur de Jigten Sumgön, fondateur de la lignée Drikung Kagyu au XIIIe siècle de notre ère. On pense également qu'il s'est incarné sous le nom de Mahasiddha Aryadeva dans l'Inde ancienne - le disciple né du lotus de Nagarjuna lui-même. Il était connu sous le nom de Lonpo Gar, le ministre du roi du dharma tibétain Songtsen Gampo au VIIe siècle de notre ère.

## Biographie
À l'âge de sept ans, Garchen Rinpoché est conduit au monastère de Lho Miyal. et reçut le nom d'ordination de Könchok Gyaltsen (tibétain : དཀོན་མཆོག་རྒྱལ་མཚན་, Wylie : dkon mchog rgyal mtshan). Là, il est reconnu et intronisé par l'ancien Drikung Kyabgon, le 6e Chetsang, Könchog Tenzin Shiwe Lodrö (1886-1943), le 36e détenteur du trône de la lignée Drikung Kagyu, où il fut instruit par Siddha Chime Dorje et d'autres hauts lamas de la lignée Drikung Kagyu. À l'âge de 19 ans, Garchen Rinpoché entra dans une retraite de trois ans qui fut interrompue après deux ans et demi en raison de la Révolution culturelle.
À l'âge de 22 ans, il fut emprisonné par les autorités chinoises pendant 20 ans et envoyé dans un camp de travail. Durant cette période, il rencontra Khenpo Munsel qui devint son lama racine. Khenpo Munsel était un maître Nyingma qui lui enseigna pendant les 20 années de son emprisonnement. Pendant ce temps, tout en endurant les épreuves du camp de travail, Garchen Rinpoché continua à pratiquer en secret, selon les instructions de son lama jusqu'à ce qu'il atteigne l'esprit de sagesse que Khenpo Musel appelait « une émanation d'un bodhisattva ».
Garchen Rinpoché a été libéré de prison en 1979. Dès sa libération, il a pris sur lui de reconstruire les monastères Drikung Kagyu, de rétablir les enseignements bouddhistes et de construire deux internats pour les enfants locaux dans l'est du Tibet.
Garchen Rinpoché est arrivé en Amérique du Nord pour la première fois en 1997, où il a enseigné au Canada et aux États-Unis. L'un de ses premiers enseignements aux États-Unis s'appuyait sur les écrits et les instructions du mahamoudra du fondateur de la lignée Drikung, ainsi que sur ses enseignements mentaux fondamentaux.
Il participe actuellement[Quand ?] à la création d'un collège monastique au monastère de Gar et de deux pensionnats pour les enfants de familles nomades. Il est également impliqué dans différents projets visant à restaurer entièrement le monastère de Gar. Aux États-Unis, Rinpoché a récemment fondé les Centres Ari Gar Zangchup Choling et Drikung Mahayana pour l'enseignement et la pratique du Buddhadharma.
Garchen Rinpoché est loué par Chetsang Rinpoché et considéré par de nombreux lamas tibétains comme un véritable maître réalisé, un pratiquant accompli du Mahamoudra et du Dzogchen.
Rinpoché dispense des enseignements sur la nature de l'esprit et le Mahamoudra, les chants Vajra de Milarépa, les prières d'aspiration infinie offertes à tous les êtres, les pratiques de Tummo et du Guru Yoga, la prise de refuge et des vœux de Bodhisattva, les enseignements sur l'activité des Bodhisattvas cultivant les Quatre Pensées Incommensurables et les Trente-sept stances sur la pratique des Bodhisattvas.